# Партия национального развития
Партия национального развития (тайск. พรรคชาติพัฒนา) — тайская политическая партия. Председателем партии является Ваннарат Чаннукул. Его зять, Суват Липтапанло, является «главным советником» партии, однако, считается де-факто её лидером. В результате слияний с другими партиями Партия национального развития несколько раз меняла своё название.

## История
В Таиланде большинство политических партий носят региональный характер и не располагают народной поддержкой. Разрешение на создание политической организации выдает министерство внутренних дел страны.
В 1998 года ведущими партиями в парламенте страны являются: Демократическая партия (Прачатипат), основанная в 1946 году и Партия новой надежды (Вангмай), основанная в 1990 году. В Таиланде также функционируют крупные партии: Национальная партия (Чаттай), Партия моральной силы (Палангтам), Партия социального действия (Китсангком), Партия таиландского народа (Прачаконтаи), Партия национального развития, оппозиционная партия «Для Таиланда» («Пхыа Тхаи»).
Партия национального развития была основана в сентябре 2007 года с названием Ruam Jai Thai Chart Pattana («Объединенная национальная партия развития Таиланда») в результате слияния партии Thais United и бывшей Национальной партии развития.
На всеобщих выборах в Таиланде в 2007 году партия национального развития получил достаточное количество голосов, чтобы получить восемь из 480 мест в Палате представителей Таиланда. После 2008 года партия была членом шестипартийного коалиционного правительства во главе с лидером Демократической партии, премьер-министром Абхиситом Вейджадживой. Лидер партии Ваннарат Чаннукул был министром энергетики в кабинете Абхисита. Впоследствии название партии было сокращено до Ruam Chart Pattana.
В 2011 году партия Ruam Chart Pattana объединилась с партией Puea Pandin и сменила название на Chart Pattana Puea Pandin. На выборах 3 июля 2011 года партия получила 7 из 500 мест в Палате представителей: семь мест от пяти избирательных округов и два — по партийному списку. Четыре из избирательных округов партии находятся в Накхон-Ратчасиме, оплоте партии и домашней провинции её лидеров. После выборов партия вошла в коалицию с Pheu Thai и четырьмя другими партиями, чтобы сформировать коалиционное правительство под руководством премьер-министра Йинглак Чиннават. Позднее, в 2011 году название партии было снова упрощено до «Партия национального развития».
В 2011 году тайский теннисист Парадорн Шричапан и тхэквондистка Яовапа Бураполчай вступили в Партию национального развития, чтобы принимать участие в выборах 2011 года.
2 марта 2014 года 50-летний Софон Каосуо, кандидат от Партии национального развития, был убит во время предвыборной агитации на выборах в местные советы. Полиция считает убийство было политически мотивированным.